# Semeljci
Semeljci su općina u Hrvatskoj. Nalazi se u Osječko-baranjskoj županiji.

## Zemljopis
Mjesto Semeljci su smješteni 13 km istočno od Đakova. Nalaze se između Kešinaca s jedne strane, Forkuševaca s druge strane i Koritne s treće strane. Imaju vrlo dobru cestovnu povezanost s većim gradovima - Osijekom, Đakovom i Vinkovcima.

## Stanovništvo
Prema popisu iz 2011. općina Semeljci ima 4 362 stanovnika, od toga Semeljci 1285. Hrvati čine apsolutnu većinu, od gotovo 100%.
| broj stanovnika | 3720  | 4076  | 4130  | 5010  | 5362  | 5548  | 5549  | 5911  | 6144  | 6037  | 6483  | 6088  | 5202  | 4980  | 4858  | 4362  | 3558  |
|                 | 1857. | 1869. | 1880. | 1890. | 1900. | 1910. | 1921. | 1931. | 1948. | 1953. | 1961. | 1971. | 1981. | 1991. | 2001. | 2011. | 2021. |

| broj stanovnika | 1058  | 1161  | 1150  | 1402  | 1506  | 1646  | 1628  | 1677  | 1786  | 1726  | 1869  | 1731  | 1533  | 1509  | 1558  | 1285  | 1025  |
|                 | 1857. | 1869. | 1880. | 1890. | 1900. | 1910. | 1921. | 1931. | 1948. | 1953. | 1961. | 1971. | 1981. | 1991. | 2001. | 2011. | 2021. |

## Povijest
Na širem području današnjih Semeljaca u drugoj polovici 15. stoljeća spominje se posjed feudalaca Gorjanskih pod nazivom Somoghka (Šumica), a još prije, u 13. stoljeću, u blizini današnjih Kešinaca, nalazilo se mjesto Veliko selo.
Moguće je da su se iza tih imena skrivali novovijeki Semeljci, no tu pretpostavku nismo u stanju i dokazati. Po popisu iz 1702. godine, Semeljci imaju 14 naseljenih kuća, da bi samo pedesetak godina kasnije u mjestu bilo popisano čak 95 kuća. Za razliku od drugih mjesta Đakovštine toga vremena, razvoj Semeljaca bio je izrazito brz. Sredinom 18. stoljeća Semeljci su bili jedno od najvećih sela u sastavu biskupijskog vlastelinstva. Povećan broj stanovnika bio je zasigurno glavni razlog što je selo 1754. godine postalo sjedište župe. Šezdesetih i sedamdesetih godina 19. stoljeća Nijemci napuštaju Bačku te kupuje posjede u Semeljcima i okolnim selima, ali i po cijeloj Đakovštini. Kulturna interakcija s domicilnim stanovništvom bila je uspješna, ali nije bila dugoga vijeka. Zbog kolektivne krivnje koja im je pripisana za strahote Drugog svjetskog rata, gotovo sve njemačko stanovništvo moralo je napustiti ove prostore.

## Gospodarstvo
PZ Osatina Semeljci jedan je od najvećih subjekata u poljoprivrednom sektoru RH. Hrvatska Gospodarska Komora im je za poslovne rezultate u 2005. godini dodijelila Zlatnu kunu u kategoriji velikih poduzeća.
Poslovni model PZ Osatine obuhvaća: ratarsku proizvodnju, tvornicu stočne hrane, otkup žitarica, silosno poslovanje, stočarsku proizvodnju, proizvodnju sirkovih metli (jedina takva tvornica u Hrvatskoj), veterinarske usluge i trgovinu. Farma muznih krava s više od 4.000 grla u Ivankovu najveća je i najmodernija farma tog tipa u Republici Hrvatskoj. Sirkova metla jedinstven je proizvod koji izvoze u zemlje Europske unije.
Sjedište tvrtke je u Semeljcima a poslovne operacije odvijaju se na većem broju lokacija u Vukovarsko - srijemskoj županiji.

## Obrazovanje
Zgrada Osnovne škole Josipa Kozarca nalazi se u Školskoj ulici u Semeljcima. Osim središnje zgrade, još je šest područnih zgrada, odnosno šest područnih odjela: 
- Kešinci,
- Koritna,
- Vrbica,
- Mrzović,
- Forkuševci i
- Vučevci.

Od šest sela, dva ne pripadaju općini – Forkuševci i Vučevci. Trenutno školu pohađa oko 600 učenika.
Prva školska zgrada u Semeljcima izgrađena je već 1786., a bila je nasuprot današnje samoposluge. Kako je zgrada bila drvena i loša, potreba za novom zgradom javila se već 1800., a izgrađena je već 1833. godine. U svibnju 1895. srušena je i ta zgrada da bi se učenici u listopadu preselili u novu koja je bivala školskom zgradom sve do izgradnje ove današnje, 1976. godine.
Popratni sadržaji uz samu zgradu su: nogometna igrališta, rukometno i košarkaško igralište, poligon za vožnju biciklima, bazeni i multifunkcionalna dvorana.
Sve su područne škole ili nove ili obnovljene unazad nekoliko godina. Jedino za adaptacijom još vapi vučevačka škola. Nakon Domovinskoga rata Forkuševci, Kešinci i Koritna dobili su nove zgrade, a Vrbica prije njih. U potpunosti je obnovljena mrzovička škola. Sve su škole informatički opremljene i prate trendove suvremenih škola, unatoč neprestanim potrebama za novim sredstvima i pomagalima za nastavu.

## Kultura
- KUD "Lipa" Semeljci
- Glasnik Općine Semeljci
- IPS "Semeljačke snaše" Semeljci

## Šport
- NK Polet Semeljci (1. ŽNL Osječko-baranjska, NS Đakovo, 2008.09.)
- NK Radnik Vrbica (iz mjesta Vrbica, (3. ŽNL Osječko-baranjska, NS Đakovo, 2008./09.)

## Vanjske poveznice
1. ↑  Registar prostornih jedinica Državne geodetske uprave Republike Hrvatske. Wikidata Q119585703
2. ↑  Popis stanovništva, kućanstava i stanova 2021. – stanovništvo prema starosti i spolu po naseljima (hrvatski i engleski). Državni zavod za statistiku. 22. rujna 2022. Wikidata Q118496886
3. ↑  Naselje i odredišni poštanski ured. Hrvatska pošta. Pristupljeno 3. siječnja 2022.
4. ↑  Osnovna škola Josipa Kozarca Semeljci. Pristupljeno 29. prosinca 2019.